# Bakhuisbos
Bakhuisbos is een buurtschap in de Nederlandse provincie Gelderland, gelegen in de gemeente Heerde. Het ligt 2 kilometer ten westen van Heerde, aan de westzijde van de snelweg A50 en ten zuiden van Heerderstrand. Naast bomen, bestaat de bebouwing van Bakhuisbos met name uit villa's.

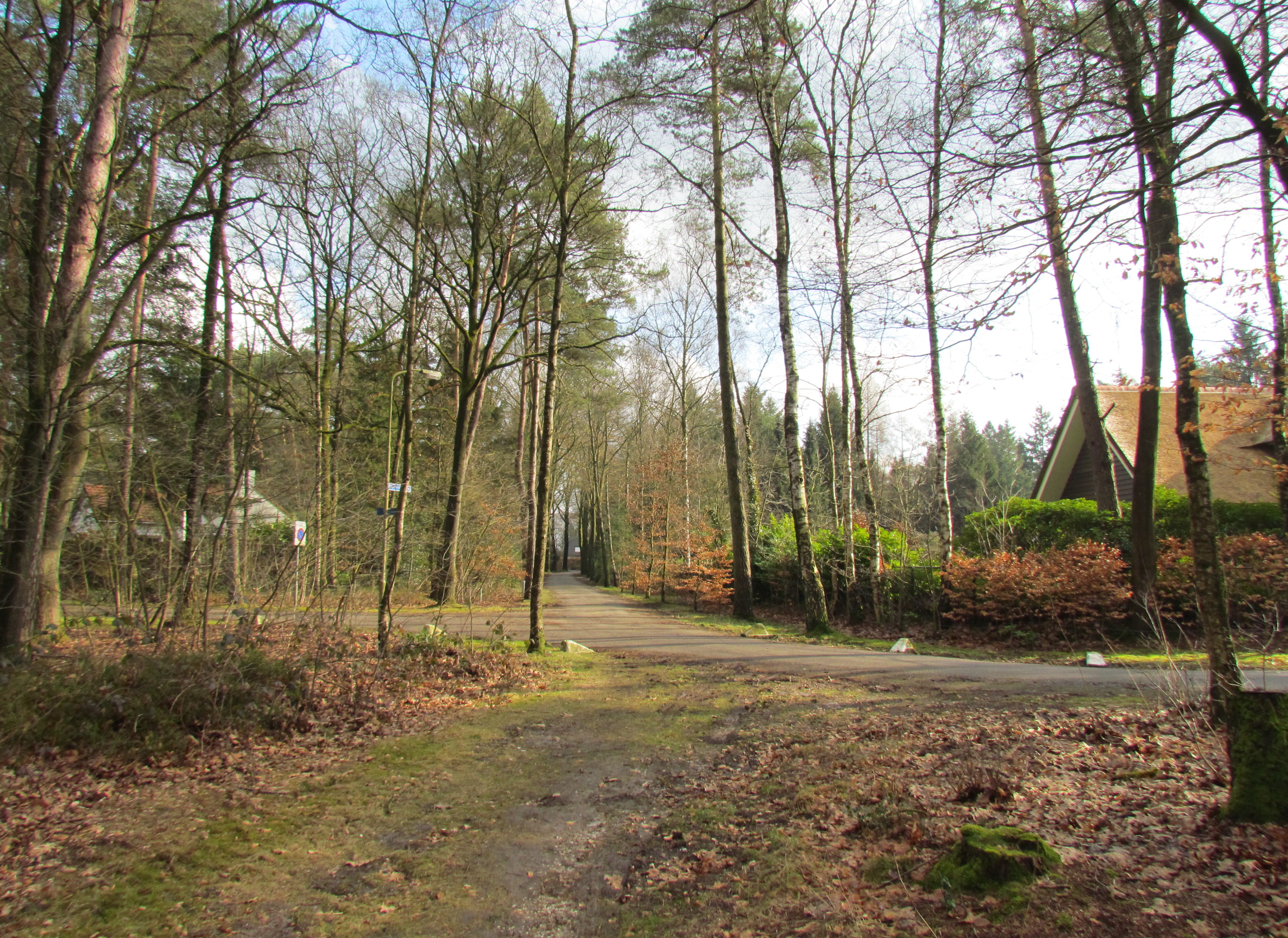
Bakhuisbos in 2015

Hoofdplaats: Heerde      Dorpen: Veessen · Vorchten · Wapenveld

Buurtschappen: Bakhuisbos · Berghuizen · Hoorn · Hoornerveen · Horsthoek · Markluiden · Wapenveld-noord · Werven · Wolbert

Gelderland: Steden en dorpen in Gelderland      Nederland: Provincies · Gemeenten